# سلوك اللورد
سلوك اللورد (/lɔːrˈdoʊsɪs/)، المعروف أيضًا باسم قعس الثدييات (اللورد اليوناني، من اللوردوس "المنحني للخلف") أو التقديم، هو وضع الجسم الطبيعي للتقبُّل الجنسي الجماع موجود في إناث معظم الثدييات بما في ذلك القوارض والفيلة والقطط. تتمثل الخصائص الأساسية للسلوك في خفض الأطراف الأمامية ولكن مع تمديد الأطراف الخلفية ورفع الوركين، والتقوس البطني للعمود الفقري ورفع الذيل أو إزاحته الجانبية. أثناء القعس، ينحني العمود الفقري ظهريًا بطنيًا بحيث تشير قمته نحو البطن.

## وصف
اللورد هو عمل إنعكاسي يجعل العديد من إناث الثدييات غيرالرئيسيات تتبنى وضعًا جسديًا غالبًا ما يكون حاسمًا للسلوك الإنجابي. يحرك الموقف ميل الحوض في الإتجاه الأمامي، مع إرتفاع الحوض الخلفي للأعلى، والزاوية السفلية للخلف والزاوية الأمامية للأسفل. يساعد اللورد في الجماع لأنه يرفع الوركين، وبالتالي يسهل إختراق القضيب. هو شائع في إناث الثدييات أثناء الشبق ("في الحرارة"). يحدث اللورد أثناء الجماع نفسه وفي بعض الأنواع، مثل القط، أثناء سلوك ما قبل الجماع.

## علم الأعصاب
يوصل القوس الانعكاسي لوردوسيس في الحبل الشوكي، على مستوى الفقرات القطنية والعجزية (L1 ،L2 ،L5 ،L6 وS1). في الدماغ، تعدل عدة مناطق رد فعل قعس. ترسل النوى الدهليزي والمخيخ، عبر الجهاز الدهليزي، معلومات تجعل من الممكن تنسيق إنعكاس قعس مع توازن الوضعية. والأهم من ذلك، أن الوطاء البطني المتوسط يرسل نتوءات تمنع الإنعكاس على مستوى العمود الفقري، لذلك لا يُنشّط في جميع الأوقات. تتحكم الهرمونات الجنسية في التكاثر وتنسق النشاط الجنسي مع الحالة الفسيولوجية. من الناحية التخطيطية، في موسم التكاثر، وعندما تتوفر البويضة، فإن الهرمونات (خاصة هرمون الاستروجين) تحفز الإباضة والشبق (الحرارة) في نفس الوقت. تحت تأثير هرمون الإستروجين في منطقة ما تحت المهاد، يكون رد فعل قعس غير مقيد. الأنثى جاهزة للجماع والتخصيب.
عندما يركب ذكر حيوان ثديي الأنثى، تنتقل المنبهات اللمسية على الخواصر والعجان والردف عن طريق الأعصاب الحسية في الحبل الشوكي. في النخاع الشوكي وجذع الدماغ السفلي، تدمج مع المعلومات القادمة من الدماغ، وبعد ذلك، بشكل عام، ينتقل الدافع العصبي إلى العضلات عبر الأعصاب الحركية. يؤدي تقلص العضلة الطويلة والعضلات المستعرضة - العمود الفقري إلى التقوس البطني للعمود الفقري.

## تنظيم هرموني ودماغي
حُسِّن السلوك الجنسي للتكاثر، ومنطقة ما تحت المهاد هي منطقة الدماغ الرئيسية التي تنظم وتنسق الجوانب الفسيولوجية والسلوكية للتكاثر. في معظم الأحيان، تمنع نواة ما تحت المهاد (ڤي أم أن) الإصابة بالقعس. ولكن عندما تكون الظروف البيئية مواتية وتكون الأنثى في حالة شبق، فإن هرمون الاستروجين، إستراديول، يحرض على التقبل الجنسي من قبل الخلايا العصبية في النواة البطنية، حول القناة الرمادية، ومناطق أخرى من الدماغ. يرسل الوطاء البطني المتوسط نبضات أسفل محاور عصبية متشابكة مع الخلايا العصبية باللون الرمادي حول القناة. تنقل هذه النبضات إلى الخلايا العصبية في التكوين الشبكي النخاعي والتي تبرز أسفل القناة الشبكية الشوكية وتتشابك مع الدوائر العصبية الحيوية للإنعكاس القعس في الحبل الشوكي (L1–L6). هذه العمليات العصبية التي يسببها إستراديول تمكن المنبهات اللمسية من تحفيز الإصابة بالقعس.
حُددت آليات تنظيم منعكس قعس المعتمد على الإستروجين من خلال أنواع مختلفة من التجارب. عندما يلغى ڤي أم أن آفة قعس. هذا يشير إلى أهمية هذا الهيكل الدماغي في تنظيم قعس. فيما يتعلق بالهرمونات، يمكن أن يتأثر ظهور قعس بإستئصال المبيض، وحقن إستراديول بنزوات وبروجستيرون، أو التعرض للإجهاد أثناء فترة البلوغ. على وجه التحديد، يمكن أن يثبط الإجهاد محور الغدة النخامية-الغدة النخامية وبالتالي يقلل من تركيزات هرمونات الغدد التناسلية. وبالتالي، يمكن أن تؤدي هذه الانخفاضات في التعرض لهرمونات الغدد التناسلية حول سن البلوغ إلى انخفاض في السلوك الجنسي في مرحلة البلوغ، بما في ذلك ظهور قعس.

## في البشر
سلوك اللورد غير وظيفي في البشر، على الرغم من أن المواقف الشبيهة بالقعس يمكن ملاحظتها في النساء اللواتي يركبن من الخلف.
في دراسة أجريت عام 2017، باستخدام نماذج ثلاثية الأبعاد وتقنية تتبع العين، تبين أن الدفع الطفيف لوركى المرأة يؤثر على مدى جاذبية الآخرين لها، ويلتقط نظرة كل من الرجال والنساء. يجادل المؤلفون "في حين أن وضعية القعس الإنعكاسية لا تظهر من قبل الإناث البشرية وأن التقبل ليس سلبيًا أو إلزاميًا بالنسبة لهن، فإن مظهر من مظاهر الإنحناء القطني قد يكون بمثابة بقايا أثرية للإشارة الإستباقية/القابلية للتواصل بين الرجال والنساء". في السابق، توقعت عالمة الأنثروبولوجيا هيلين فيشر أيضًا أنه عندما ترتدي أنثى بشرية حذاءًا بكعب عالٍ، فإن الأرداف تتدحرج وتقوس الظهر في وضع يحاكي سلوك القعس، ولهذا السبب يعتبر الكعب العالي "مثيرًا". ومع ذلك، فإن الأدلة الحديثة قد وسعت تأثير القعس إلى ما وراء وضعية الوقوف والكعب العالي، حيث يُشار إلى إشارة تقبُّل جنسي في مواقف أخرى من وضعية الوقوف الرباعي والضعيف عند النساء.